# Joseph Garon
Pour les articles homonymes, voir Garon (homonymie).
Joseph Garon (né le 8 mai 1814 à Rivière-Ouelle, mort le 17 octobre 1890 à Montréal) est un homme politique canadien. Il a été député conservateur de Rimouski de 1867 à 1871.

## Biographie
Joseph Garon est reçu notaire en 1835 et exerce sa profession à Rimouski. Il dirige notamment la Compagnie d'assurance mutuelle contre le feu des comtés de Rimouski, de Témiscouata et de Kamouraska. En septembre 1846, il épouse Éliza Garont.
Il s'engage en politique lors des élections de 1857 dans le Canada-Est. Candidat pour le Parti conservateur du Québec dans le comté de Rimouski, il est battu par Michel-Guillaume Baby. Il se présente encore en 1858 et en 1861 mais est défait par George Sylvain à deux reprises.
En 1867 ont lieu les premières élections générales québécoises. Joseph Garon se présente à nouveau pour le parti conservateur et remporte l'élection avec 76,99 % des suffrages (1409 voix). Son seul adversaire était aussi un conservateur.
Il se représente lors des élections générales de 1871 mais doit cette fois faire face aux candidatures de trois autres conservateurs. Il est largement battu, terminant dernier des quatre concurrents avec 11,8 % tandis que Louis-Honoré Gosselin est élu avec 57,5 % des suffrages.
Il est mort à Montréal le 17 octobre 1890, à l'âge de 76 ans et 5 mois. Il est inhumé trois jours plus tard dans le cimetière Notre-Dame-des-Neiges.

## Résultats électoraux
|                                                                                             | Nom                    | Parti        | Nombre de voix | %      | Maj. |
| ------------------------------------------------------------------------------------------- | ---------------------- | ------------ | -------------- | ------ | ---- |
|                                                                                             | Louis-Honoré Gosselin  | Conservateur | 939            | 57,5 % | 656  |
|                                                                                             | Joseph Magloire Hudon  | Conservateur | 283            | 17,3 % | -    |
|                                                                                             | Désiré Bégin           | Conservateur | 217            | 13,3 % | -    |
|                                                                                             | Joseph Garon (sortant) | Conservateur | 193            | 11,8 % | -    |
| Total                                                                                       | Total                  | Total        | 1 632          | 100 %  |      |
| Le taux de participation lors de l'élection était de 46,3 % et 0 bulletins ont été rejetés. |                        |              |                |        |      |

|                                                                                             | Nom          | Parti        | Nombre de voix | %     | Maj. |
| ------------------------------------------------------------------------------------------- | ------------ | ------------ | -------------- | ----- | ---- |
|                                                                                             | Joseph Garon | Conservateur | 1 409          | 77 %  | 988  |
|                                                                                             | Désiré Bégin | Conservateur | 421            | 23 %  | -    |
| Total                                                                                       | Total        | Total        | 1 830          | 100 % |      |
| Le taux de participation lors de l'élection était de 60,2 % et 0 bulletins ont été rejetés. |              |              |                |       |      |